# 부산 자비암 육경합부
자비암 육경합부(慈悲庵 六經合部)는 부산광역시 동래구 자비암에 있는 조선시대의 육경합부이다. 2015년 1월 28일 부산광역시의 유형문화재 제151호로 지정되었다.

## 개요
자비암 육경합부(慈悲庵 六經合部)는 닥종이로 목판을 인출한 인경본 6권 1책으로, 구마라집 한역의 "금강반야바라밀경", 반야 한역의 "대방광불화엄경"의 ｢입불사의해탈경계보현행원품(入不思議解脫境界普賢行願品)｣, "대불정수능엄신주(大佛頂首楞嚴神呪)", "관세음보살예문(觀世音菩薩禮文)", "묘법연화경"의 ｢관세음보살보문품｣, 구마라집 한역의 "불설아미타경(佛說阿彌陀經)" 등 6권의 불교경전을 순차적으로 배치하였으며, 마지막 장에는 인경 발원문이 묵서(墨書)되어 있다. 자비암 육경합부 인경본의 전체 수량은 98장이며, 1460년(세조 6) 선종(禪宗都會所 興天寺)에서 조성한 목판본을 원판으로 삼아 인출한 기록유산이다. 일부의 장은 훼손되어 있으나, 광곽(匡廓)이나 본문 내용이 뚜렷하고, 인경 상태와 인경 발원문의 내용 등을 통해 볼 때 인경 시기는 목판의 조성 초기인 조선 성종 때 인경된 것으로 추정된다.때문에 자비암 육경합부는 세조 및 성종 때 목판본이나 인경본의 조성 체계와 목적, 불교계의 사상적 경향, 선종도회소 흥천사의 단월(檀越) 성분, 당대 활동 인물 등과 같은 다양한 기초 정보를 담고 있어, 15세기의 역사․문화적 실체를 밝혀주는 원천 자료로서의 가치가 높다고 할 수 있다. 아울러 당시의 닥종이와 먹(墨)의 재질, 형태서지학, 서체 등도 밝힐 수 있는 원천 정보와 일정 정도의 인출 정보도 포함하고 있어 역사․문화적 가치는 물론, 서지학적 가치도 높다.

## 참고 문헌
- 자비암 육경합부 - 국가유산청 국가유산포털